# Traité de Munich
À ne pas confondre avec les accords de Munich signés en 1938.
Le traité de Munich (en allemand : Vertrag von München) est un traité signé à Munich, le 14 avril 1816, entre l'empereur d'Autriche, François Ier, et le roi de Bavière, Maximilien Ier.
Le roi de Bavière rétrocède à l'Empereur d'Autriche :
- en Haute-Autriche, les quartiers du Hausruck (Hausruckviertel) et de l'Inn (Innviertel) ;
- au Tyrol, le bailliage de Vils (Amt Vils) ;
- le duché de Salzbourg.

En contrepartie, l'empereur d'Autriche cède au roi de Bavière :
- sur la rive gauche du Rhin :
  - dans l'ancien département du Mont-Tonnerre : les arrondissements de Deux-Ponts et de Kaiserslautern ainsi que celui de Spire, à l'exception des cantons de Worms et de Pfeddersheim ;
  - dans l'ancien département de la Sarre :
  - dans le département du Bas-Rhin :
    - les cantons de Landau, Bergzabern et Langenkandel ;
    - la partie du département du Bas-Rhin cédée par la France, sur la rive gauche de la Lauter, par le traité de Paris du 20 novembre 1815 ;
- sur la rive droite du Rhin :
  - le bailliage de Hammelbourg, la majeure partie de celui de Weyhers ainsi qu'une partie de celui de Bieberstein ;
  - le bailliage de Redwitz.

D'autre part, l'empereur d'Autriche se porte fort d'obtenir les cessions suivantes :
- les bailliages d'Alzenau, Miltenberg, Amorbach et Heubach ;
- une partie du bailliage de Wertheim.